# Sokół 1000
Sokół 1000 (CWS M111) — польский мотоцикл марки Sokół, который выпускался в Варшаве Центральными автомобильными мастерскими) для гражданского и военного использования. Производство модели началось в 1933 году и продолжалось до начала Второй мировой войны (1939). Всего было выпущено около 3400 машин. В стандартной версии комплектовался коляской.

## История

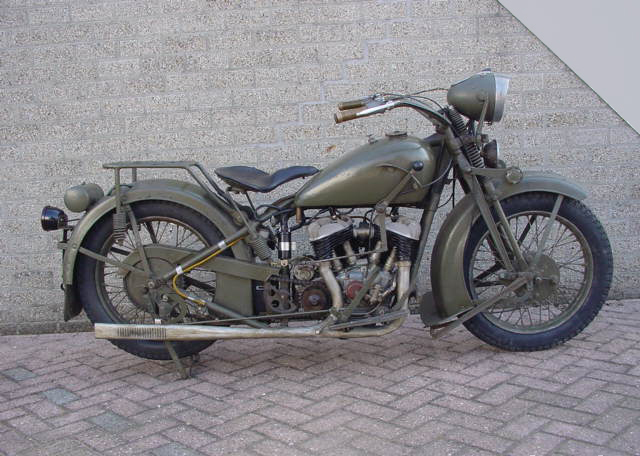
Sokol 1000 в армейской раскраске

С момента создания Польской республики в 1918 году перед военными стояла серьёзная проблема отсутствия однотипных мотоциклов, которые могли бы служить как для военных, так и гражданских нужд. Первая мировая война показала незаменимость мотоциклов в разведывательных, связных и транспортных подразделениях. Особенно армия нуждалась в мотоцикле с коляской, оснащенной пулемётом. После окончания советско — польской войны польская армия имела в наличии несколько видов мотоциклов, таких как B.S.A, Triumph, Harley Davidson и Indian. В 1927 году командование польской армии выдало техническое задание на проектирование нового тяжёлого мотоцикла. К 1932 году Центральными автомобильными мастерскими была выпущена небольшая партия мотоциклов (около 200 машин) CWS M55, оборудованных коляской. За основу для CWS M55 был взят Harley-Davidson, а двигатель был почти полностью скопирован с мотоциклов Индиан. У конструкторов отсутствовал необходимый опыт проектирования и производства подобных мотоциклов, поэтому машина оказалась ненадёжной. В 1931 году кампания Центральные автомобильные мастерские приняла решение разработать абсолютно новый тяжёлый мотоцикл. Главным конструктором мотоциклов нового типа стал Зигмунд Околув. (пол. Zygmunt Okołów). Требовалось создать надёжный, удобный, простой в обслуживании мотоцикл, приспособленный к жестким условиям эксплуатации. Благодаря финансовой поддержке правительства Польши предыдущая модель CWS M55 была полностью перепроектирована. Новый мотоцикл получил название CWS M 111. Машина получилась тяжёлой даже для своего класса и дорогостоящей, а по меркам времени - устаревшей. Гражданская версия мотоцикла в 1935 году стоила 4200 злотых, или примерно 800 долларов США, что примерно равнялось стоимости автомобиля в то время. В 1936 году название мотоцикла изменили на «Sokół 1000 М 111» для привлечения гражданских покупателей.
Серийное производство мотоциклов началось в 1933 году и прекратилось в сентябре 1939 года в связи с началом Второй мировой войны. Практически все детали мотоцикла (порядка 95 %) производились в Польше и только около 5 % импортировались. Двигатель изготавливался на заводе «Урсус» под Варшавой (пол. Zakłady Przemysłu Ciągnikowego „Ursus”). После 1936 года единственными импортными деталями оставались подшипники качения. Все узлы и агрегаты каждой десятой машины тщательно проверялись, все мотоциклы перед поставкой подвергались дорожным испытаниям, благодаря чему в течение всего периода производства все выпущенные мотоциклы были высокого качества. За все время производства конструкция мотоцикла оставалась практически неизменной, за исключением незначительных доработок.
На базе мотоцикла Sokół 1000 был создан прототип трицикла Sokół M121, имевший привод на колесо коляски.

## Применение
Sokół 1000 использовался польской полицией и почтовой службой.
В польской армии он стоял на вооружении в войсках связи, разведывательных подразделениях, бронетанковых войсках. Например, в 12-м танковом батальоне имелось 37 мотоциклов этого типа, а в 10-й кавалерийской бригаде — в общей сложности 266 мотоциклов. Всего по состоянию на 1939 год в польской армии числилось около 1100 машин.
Несколько десятков мотоциклов после окончания Второй мировой войны были найдены в Венгрии, что свидетельствует об использовании этих мотоциклов венгерской армией.
Sokół 1000 участвовал в мотоциклетном «Звёздном съезде», организованном в Берлине в 1939 году в связи с открытием XII Олимпиады, пройдя в общей сложности 2800 км.
Двигатель мотоцикла также устанавливался на железнодорожные дрезины.

## Оценка машины
Основным преимуществом мотоцикла Sokół 1000 эксперты отмечали его долговечность. Также к положительным сторонам машины можно отнести его высокую скорость — Sokół 1000 был намного быстрее чем многие ранее использовавшиеся американские аналоги. Среди наиболее примечательных нововведений, была мягкая подвеска коляски, что существенно упрощало управление и увеличивало скорость на бездорожье.
К недостаткам относят большой вес, большой расход топлива и высокую стоимость.
В Польше группа энтузиастов планирует возродить производство мотоциклов небольшими партиями для любителей ретро-мотоциклов.

## Галерея

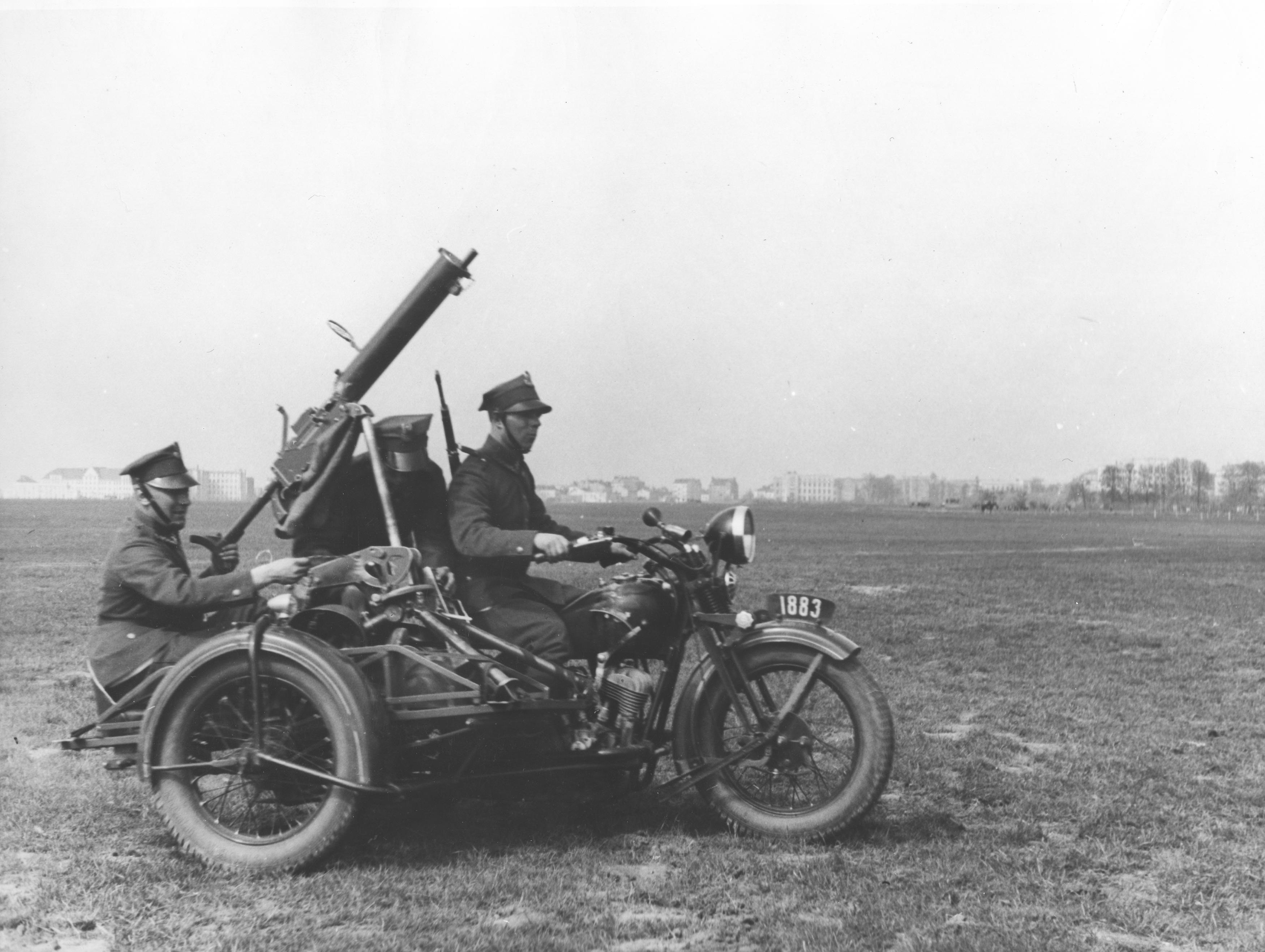
Sokół 1000 с установленным пулемётом Ckm wz. 30
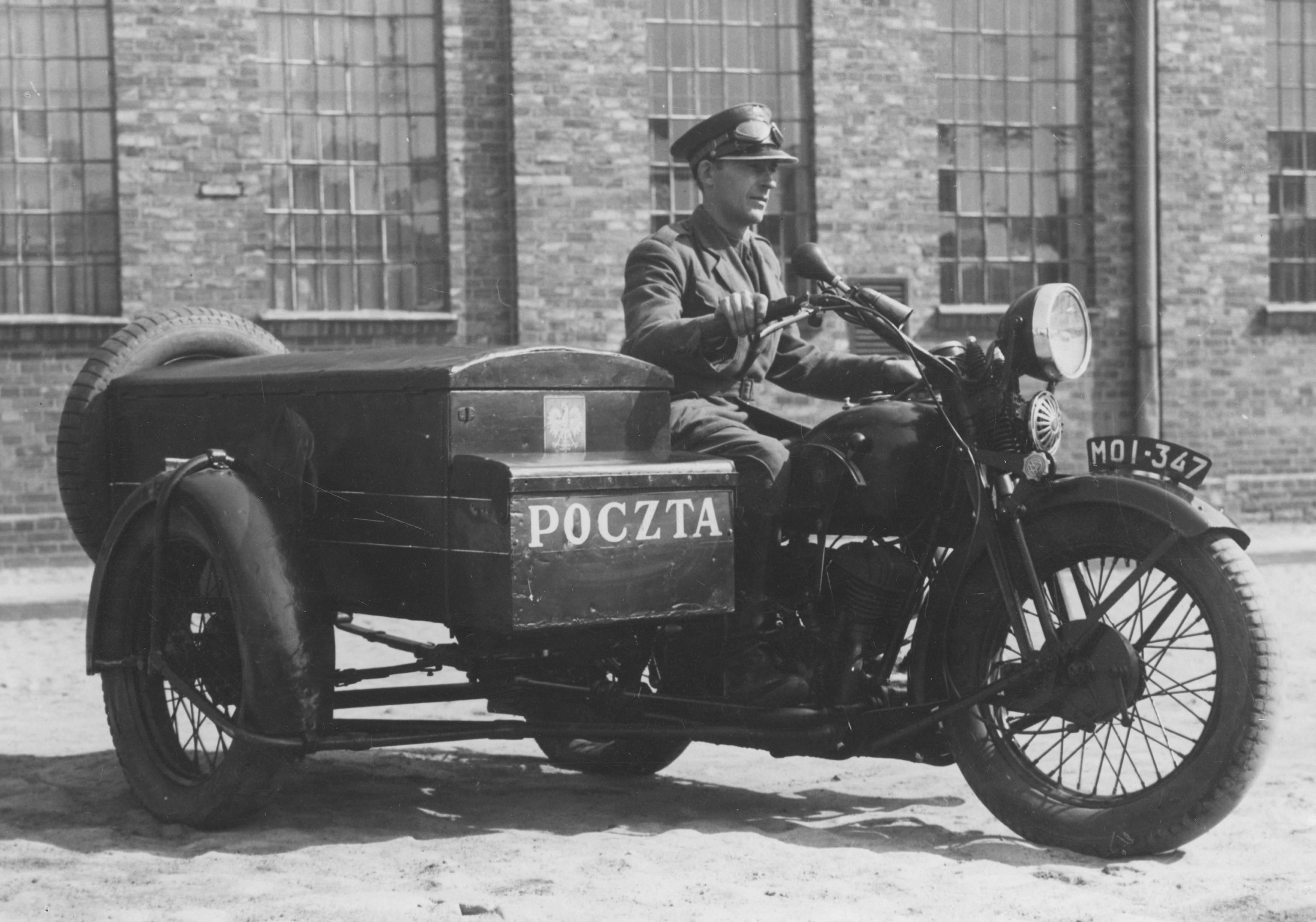
Курьер на почтовом  мотоцикле Sokół 1000
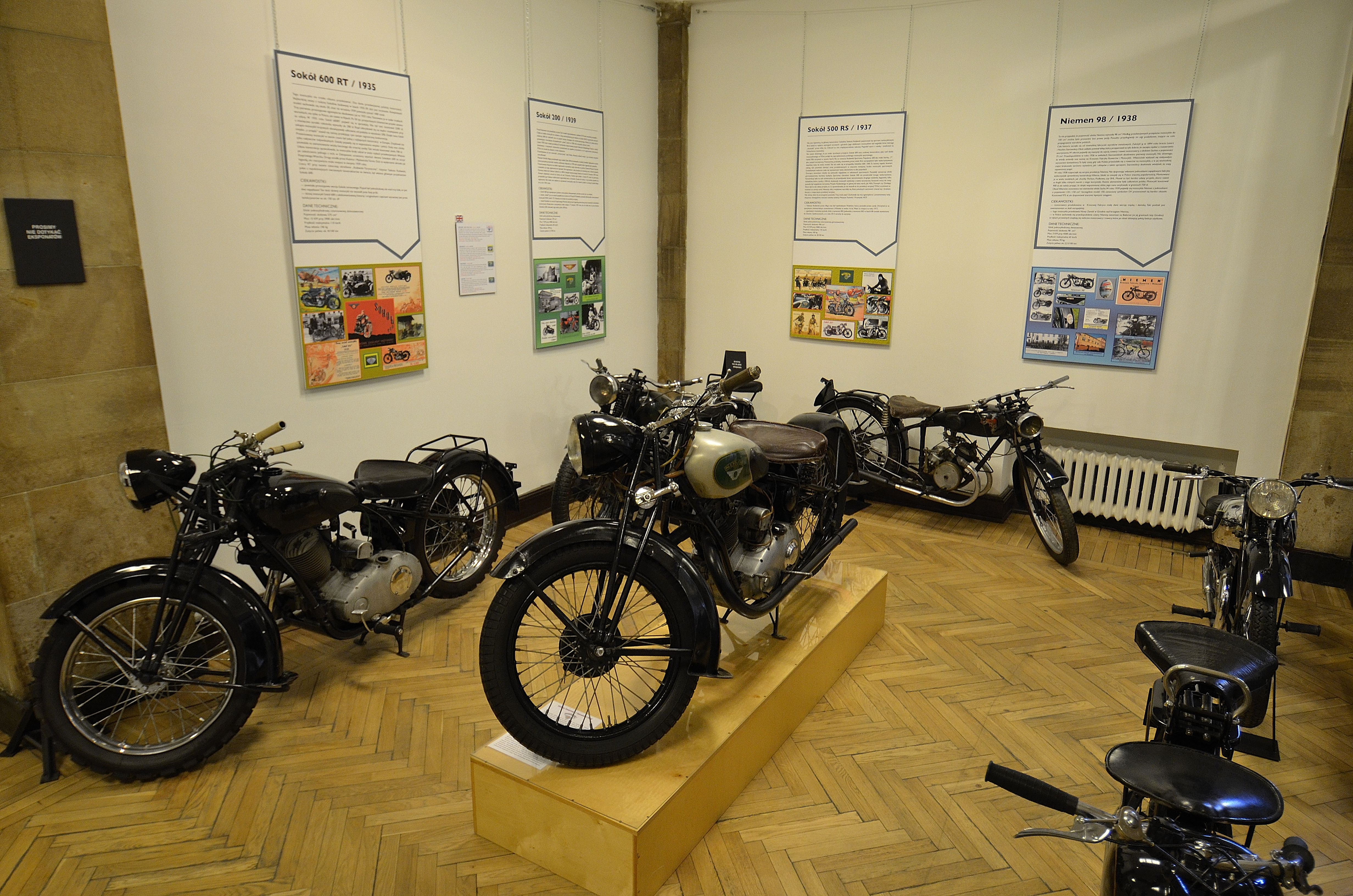
Sokół 1000 в техническом музее Варшавы
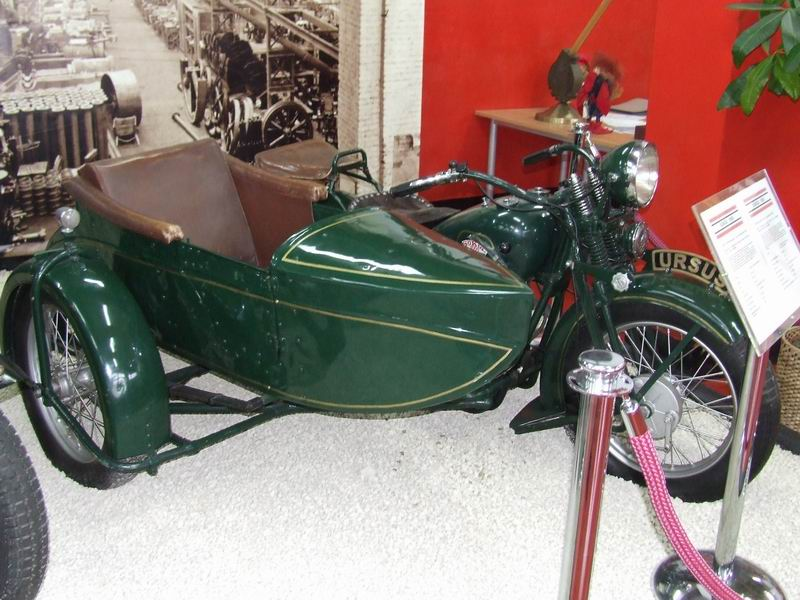
Sokół 1000 в музее предприятия «Урсус»
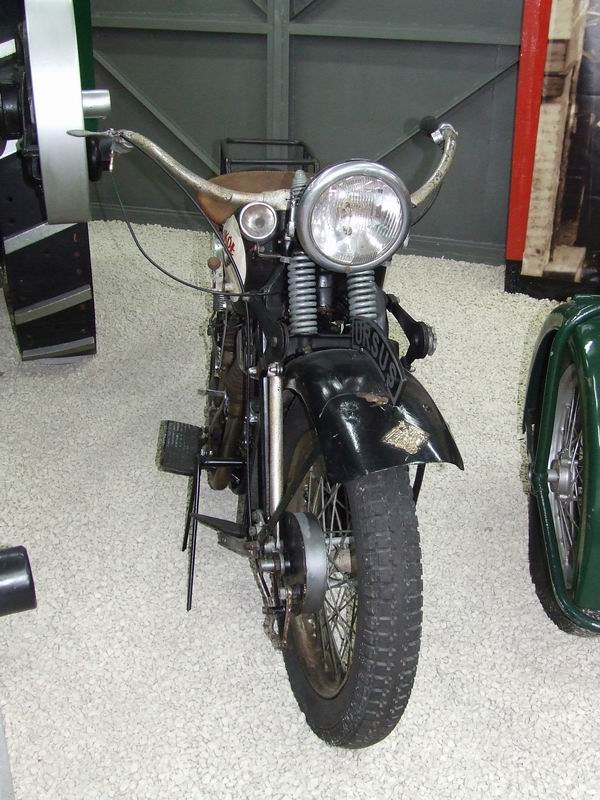
Sokół 1000 в музее предприятия «Урсус»
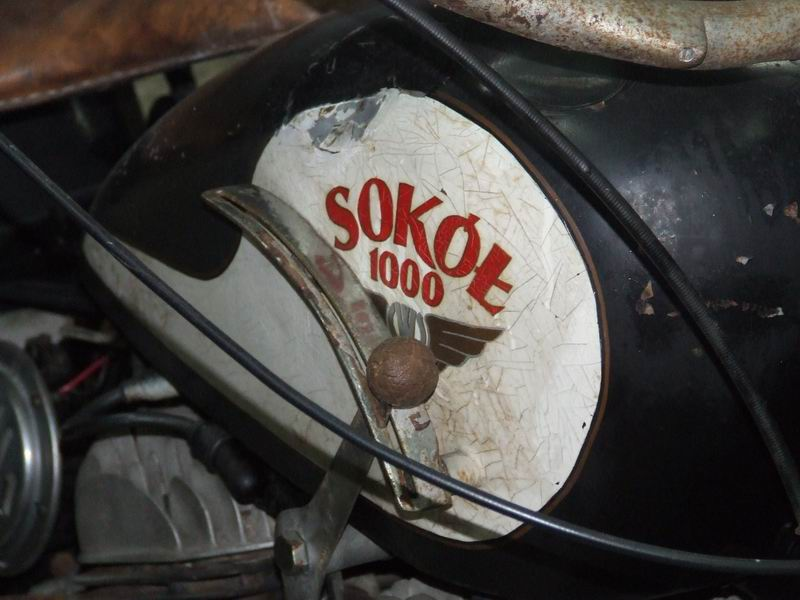
Sokół 1000 в музее предприятия «Урсус»